# هامبورگ (آلاباما)
هامبورگ (به انگلیسی: Hamburg) یک منطقهٔ مسکونی در ایالات متحده آمریکا است که در آلاباما واقع شده‌است. هامبورگ ۶۷٫۹۷ متر بالاتر از سطح دریا واقع شده‌است.